# Olios fasciculatus
Olios fasciculatus là một loài nhện trong họ Sparassidae.
Loài này thuộc chi Olios. Olios fasciculatus được Eugène Simon miêu tả năm 1880.